# Panagiotis Spyropoulos
Panagiotis Spyropoulos (grekiska: Παναγιώτης Σπυρόπουλος), född 21 augusti 1992, är en grekisk fotbollsspelare. Han spelar för AEL Kalloni FC i den Grekiska Superligan.